# 赤尾勝己
赤尾 勝己（あかお かつみ、1957年 - ）は、日本の教育学者、関西大学教授、放送大学客員教授。

## 来歴
福岡県生まれ。
- 千葉県立木更津高等学校卒業。
- 1985年慶應義塾大学大学院社会学研究科教育学専攻博士課程単位取得後退学。
- 1987年洗足学園音楽大学（現：洗足学園音楽大学）専任講師
- 1988年帝京技術科学大学（現：帝京平成大学）専任講師、
- 1995年関西大学文学部助教授
- 2002年教授。
- 2008年大阪大学大学院人間科学研究科人間科学専攻教育学系教育環境学講座生涯教育学研究分野博士課程修了
  - 「生涯学習関連施設における市民企画講座の形成過程に関する研究 現代的課題についての講座プログラムを中心として」で博士（人間科学）。
- この間、広島大学大学院教育学研究科、京都大学大学院教育学研究科、東北大学大学院教育学研究科で非常勤講師を歴任。2019年6月から豊中市教育委員会委員、
- 2019年10月から2024年3月まで関西大学教職支援センター長
- 2021年4月から放送大学客員教授
- 2022年9月から日本学習社会学会会長
- 2024年4月から関西大学名誉教授

## 著書
- 『教育学を学ぶ人へ 新しい教育学要論』杉山書店 1990
- 『生涯学習概論 学習社会の構想』関西大学出版部 1998
- 『生涯学習の社会学』玉川大学出版部 1998
- 『生涯学習社会の可能性 市民参加による現代的課題の講座づくり』ミネルヴァ書房 2009
- 『新しい生涯学習概論 後期近代社会に生きる私たちの学び』ミネルヴァ書房 2012

### 共編著・編著
- 『学びのスタイル 生涯学習入門』山本慶裕共編著 玉川大学出版部 1996
- 『学びのデザイン 生涯学習方法論』山本慶裕共編著 玉川大学出版部 1998
- 『教育データブック 教育の全体像が見えてくる』清水一彦,新井浅浩,伊藤稔,佐藤晴雄,藤田晃之,八尾坂修共著 時事通信社 2000
- 『生涯学習理論を学ぶ人のために』編 世界思想社 2004
- 『生涯学習社会の諸相』[現代のエスプリ]No.466.至文堂、2006年4月。
- 『学習社会学の構想』晃洋書房、2017
- 『生涯学習支援の理論と実践』吉田敦也共編著、放送大学教育振興会、2022

### 翻訳
- ジョン・フィールド『生涯学習と新しい教育体制』矢野裕俊、埋橋孝文、伊藤知子共訳、学文社　2004
- ジョン・フィールド『ソーシャルキャピタルと生涯学習』矢野裕俊監訳 立田慶裕,中村浩子共訳 東信堂 2011
- OECD教育革新センター編、立田慶裕、平沢安政監訳『学習の本質：研究の活用から実践へ』明石書店、2013

## 参考
- ISBN　978-4-623-06284-3
- Ｊ-GLOBAL